# Taverny
Ne doit pas être confondu avec Taverne, Les Tavernes ou Tavernier.
Taverny est une commune française située dans le département du Val-d'Oise en région Île-de-France. Ses habitants sont appelés les Tabernaciens et les Tabernaciennes.
La commune est à l'orée de la forêt de Montmorency et a connu une forte croissance urbaine durant le XXe siècle, qui a ainsi transformé le village d'origine en ville dépassant les 25 000 habitants.

## Géographie

### Description
Taverny se situe en vallée de Montmorency, à 20 km au nord-ouest de Paris, à l'orée de la forêt de Montmorency. La moitié sud de son territoire largement urbanisé occupe la vallée de Montmorency entre 55 et 90 mètres d'altitude tandis que la moitié septentrionale du territoire est occupée pour l'essentiel par le massif forestier, situé sur une butte-témoin s'étageant de 90 à 188 mètres d'altitude. Le territoire compte au nord-ouest une petite partie encore rurale.

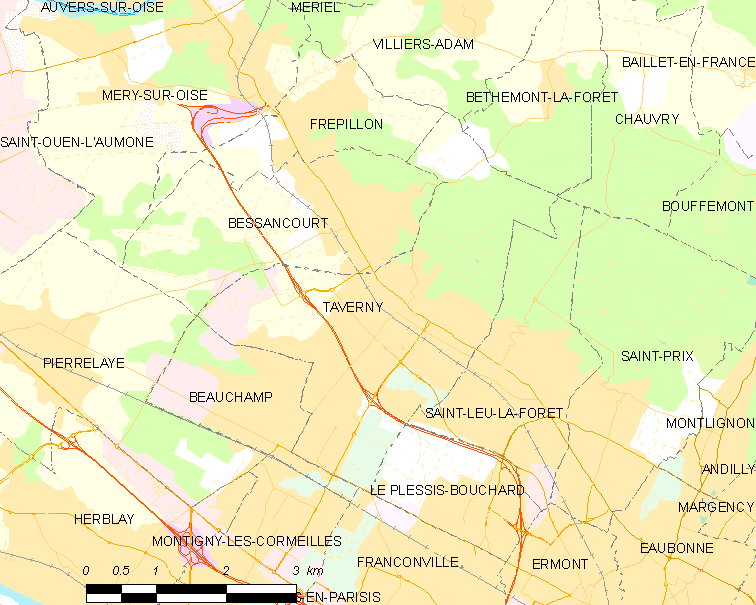
Carte de la commune.
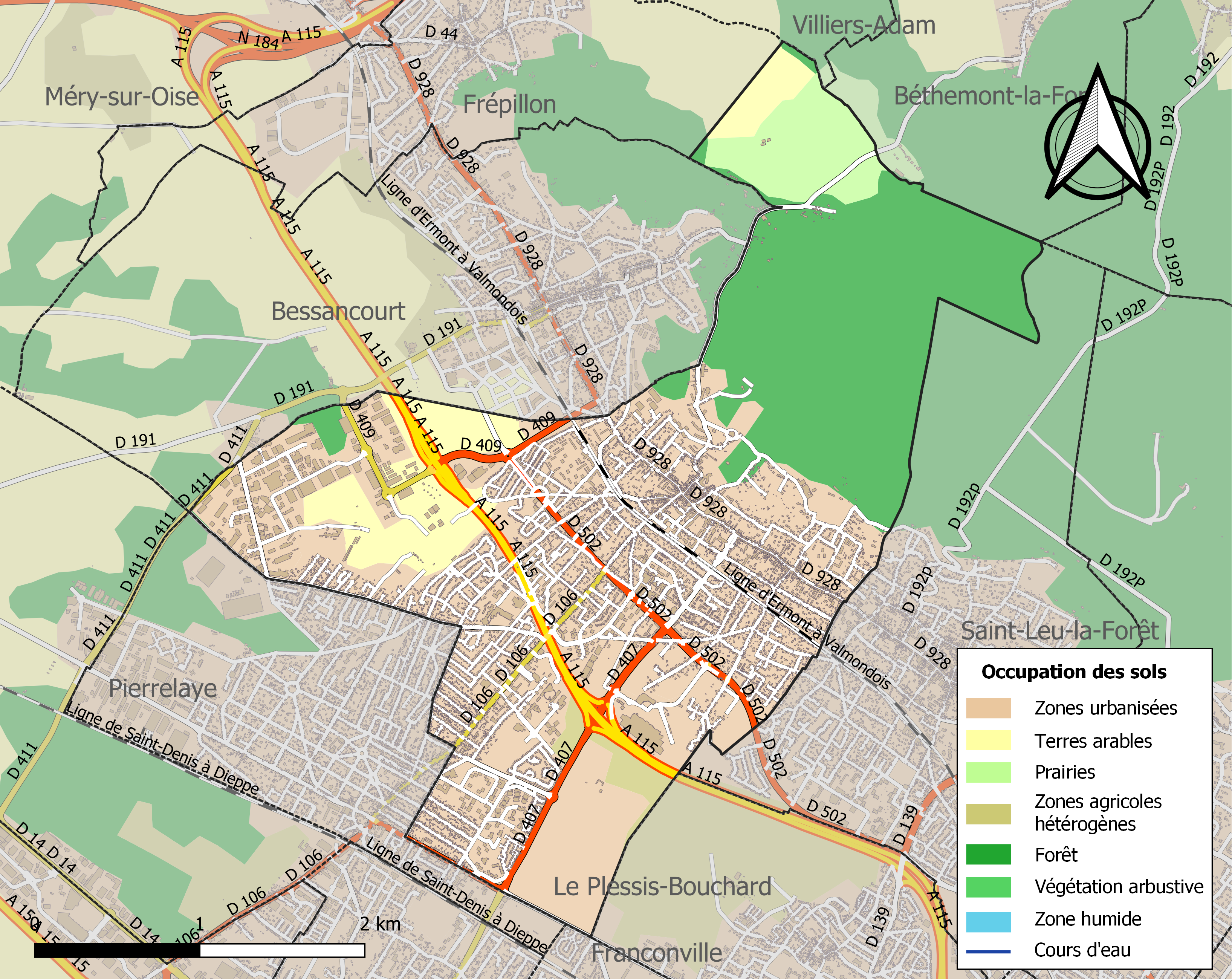
Occupation des sols.

### Communes limitrophes
Taverny est limitrophe de : Villiers-Adam et Béthemont-la-Forêt au nord, Saint-Leu-la-Forêt et Le Plessis-Bouchard à l'est, Franconville, et Beauchamp au sud, Pierrelaye, Bessancourt et Frépillon à l'ouest.
| Frépillon   | Villiers-Adam | Béthemont-la-Forêt |
| Bessancourt | Taverny       | Saint-Leu-la-Forêt |
|             | Beauchamp     | Franconville       |

### Hydrographie
Aucun cours d'eau n'est présent sur la commune ; cependant, la limite nord du territoire est formée par le ruisseau des Fonds ou ruisseau de la Cailleuse, qui devient en aval le ru de Montubois, affluent mineur de l'Oise.

### Voies de communication et transports

#### Réseau routier
La commune est traversée est-ouest :
- en son centre par la RD 928 - Saint-Denis-Hérouville).
- et au sud par l'autoroute A115, en direction de la N 184 (Francilienne) et qui bifurque de l'A15 au niveau de Franconville en desservant Taverny par la sortie numéro 4.

Deux axes nord-sud relient la commune à Beauchamp et la Patte d'Oie d'Herblay (D 106) et à Montigny-lès-Cormeilles (D 407).

#### Transports en commun
La commune est desservie par les gares de Vaucelles et Taverny de la ligne Paris - Persan - Beaumont par Ermont - Eaubonne (Transilien H).
Les lignes de bus suivantes desservent Taverny :
- Réseau de bus Val Parisis : 30.10, 30.18, 30.23, 95.03A, 95.03B, 95.26 (bus scolaire) et 30.31 (bus scolaire) ;
- Réseau de bus Haut Val-d'Oise 30.04.

### Climat
Pour des articles plus généraux, voir Climat de l'Île-de-France et Climat du Val-d'Oise.
En 2010, le climat de la commune est de type climat océanique dégradé des plaines du Centre et du Nord, selon une étude du CNRS s'appuyant sur une série de données couvrant la période 1971-2000. En 2020, Météo-France publie une typologie des climats de la France métropolitaine dans laquelle la commune est dans une zone de transition entre le climat océanique et le climat océanique altéré et est dans la région climatique  Sud-ouest du bassin Parisien, caractérisée par une faible pluviométrie, notamment au printemps (120 à 150 mm) et un hiver froid (3,5 °C).
Pour la période 1971-2000, la température annuelle moyenne est de 11,3 °C, avec une amplitude thermique annuelle de 15,3 °C. Le cumul annuel moyen de précipitations est de 682 mm, avec 10,8 jours de précipitations en janvier et 7,8 jours en juillet. Pour la période 1991-2020, la température moyenne annuelle observée sur la station météorologique la plus proche, située sur la commune de Pontoise à 10 km à vol d'oiseau, est de 12,5 °C et le cumul annuel moyen de précipitations est de 666,7 mm,. Pour l'avenir, les paramètres climatiques de la commune estimés pour 2050 selon différents scénarios d'émission de gaz à effet de serre sont consultables sur un site dédié publié par Météo-France en novembre 2022.

## Urbanisme

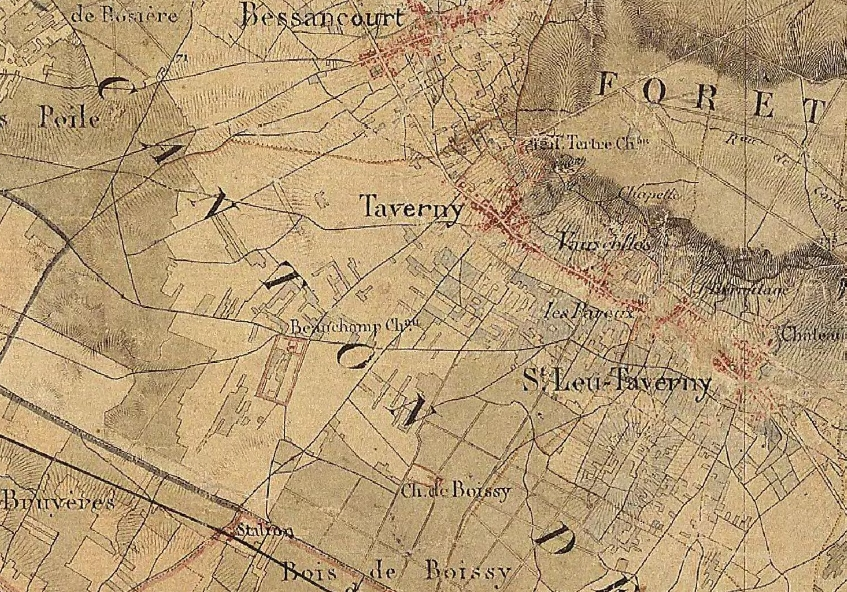
Taverny sur la carte d'état-major vers 1870.

### Typologie
Au 1er janvier 2024, Taverny est catégorisée grand centre urbain, selon la nouvelle grille communale de densité à sept niveaux définie par l'Insee en 2022.
Elle appartient à l'unité urbaine de Paris, une agglomération inter-départementale regroupant 407 communes, dont elle est une commune de la banlieue,,. Par ailleurs la commune fait partie de l'aire d'attraction de Paris, dont elle est une commune du pôle principal,. Cette aire regroupe 1 929 communes,.

## Toponymie
Taberniacum au VIIIe siècle, Taberonacus, Taverniacum et Taverneium en 754.
L’origine antique de son nom serait le latin tabernae (tavernes, échoppes, cabanes…).

## Histoire
Si la commune de Taverny et ses alentours semblent avoir été occupés durant la Préhistoire, des fouilles archéologiques effectuées sur le site du Haut-Tertre, à l'orée de la forêt de Montmorency, ont mis au jour des fortifications datant de l'âge du bronze. Cette fortification longue de 300 mètres pourrait avoir servi de place forte, environ 1 000 ans plus tard, à la tribu gauloise des Parisii installée dans la région,.
La villa gallo-romaine de Taberniacus (Taverny) semble avoir été la plus importante de la région.
Pendant la première moitié du VIIe siècle, Taverny appartient à un certain Guntaud (Guntaldus), qui dans son testament en fait don à l'abbaye Saint-Denis. Mais après sa mort, Ébroïn, maire du palais, reprend une partie du territoire. En 754, Fulrad, l'abbé de l'abbaye spoliée, demande au roi Pépin le Bref la restitution de ces terres et obtient gain de cause. Le roi édicte une charte confirmant formellement la donation des terres de Taverny aux moines de Saint-Denis,,. Au XIe siècle toutefois, la puissante famille de Montmorency annexe Taverny à son domaine, au détriment des droits de l'abbaye,.
En 1527, Anne de Montmorency achète à Philippe de Montmorency-Nivelle les terres de Boissy-lez-Taverny pour 4 000 livres tournois.
En 1789 la population s'élève à 1 200 habitants. Dans son cahier de doléances, la ville réclame, entre autres, la suppression de la gabelle, une diminution des impôts et l'unification des mesures.
Un décret du 16 juin 1806 réunit la commune de Taverny à celle de Claire-Fontaine cy-devant Saint-Leu qui devient Saint-Leu-Taverny. Les deux communes seront à nouveau séparées par l'ordonnance royale du 4 décembre 1820, Saint-Leu conservant le nom de Saint-Leu-Taverny jusqu'en octobre 1915 où elle prendra alors le nom de Saint-Leu-la-Forêt,.
En 1815, d'importantes carrières de gypse sont mises en exploitation à Taverny et Bessancourt.
Durant la Seconde Guerre mondiale, du fait de leur position stratégique (notamment de la proximité du chemin de fer) et de leur superficie, ces lieux sont utilisés par les Allemands (1941-1944) qui y stockent des munitions, y établissent le centre de défense aérienne de la Luftwaffe et en font un atelier de montage des missiles V1 et V2. En 1943-44, le château de Vaucelles, le château du Haut-Tertre et le château Jaeger, dont avaient été spoliés leurs anciens propriétaires juifs, devinrent des centres de formation de la Milice et de la Selbstschutzpolizei à l'initiative d'Hermann Bickler, formant des agents subversifs et des espions chargés d'infiltrer les réseaux de résistance et qui forma en tout environ 5 000 « stagiaires ». Après la Libération de la France, en 1946, l'armée de l'air utilise à son tour les carrières.

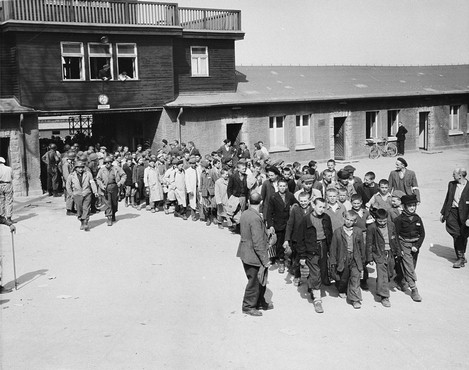
Enfants rescapés de Buchenwald.

Au sortir de la Seconde Guerre mondiale, le château de Vaucelles est transformé en hôpital militaire par l'armée américaine. Accueillant au sortir de la guerre des enfants rescapés des camps de Buchenwald, il est actuellement renommé « Maison d'enfants Elie-Wiesel ».
En 1957, le centre d'opérations de la défense aérienne s'installe dans la Base aérienne 921 Taverny de Taverny, suivi en 1961 du commandement Air des forces de défense aérienne et en 1963 du commandement des forces aériennes stratégiques. La Base aérienne 921 Taverny, dite des « Frères Mahé », ferme en 2011.

## Politique et administration

### Rattachements administratifs et électoraux
Antérieurement à la loi du 10 juillet 1964, la commune faisait partie du département de Seine-et-Oise. La réorganisation de la région parisienne en 1964 fit que la commune appartient désormais au département du Val-d'Oise après un transfert administratif effectif au 1er janvier 1968.
Elle faisait partie depuis la mise en place du département de son arrondissement de Pontoise, mais a été rattachée le 1er janvier 2017 à l'arrondissement d'Argenteuil afin d'adapter les limites des arrondissements à la structuration des intercommunalités du département.
Pour l'élection des députés, la commune est rattachée depuis 1988 de la troisième circonscription du Val-d'Oise.
Elle faisait partie de 1801 à 1931 du canton de Montmorency, année où elle devient le chef-lieu du canton de Taverny du département de Seine-et-Oise puis du Val-d'Oise. Dans le cadre du redécoupage cantonal de 2014 en France, ce canton, dont la commune est toujours membre, est modifié, passant de 5 à 4 communes.
Taverny fait partie de la juridiction d’instance de Montmorency, et de grande instance ainsi que de commerce de Pontoise,.

### Intercommunalité
Taverny est entrée dans la communauté d'agglomération Le Parisis (CALP) le 1er janvier 2013.
Dans le cadre de la mise en œuvre de la loi de modernisation de l'action publique territoriale et d'affirmation des métropoles (loi MAPAM) du 27 janvier 2014, qui prévoit la généralisation de l'intercommunalité à l'ensemble des communes et la création d'intercommunalités de taille importante, le préfet de la région d'Île-de-France approuve le 4 mars 2015 un schéma régional de coopération intercommunale qui prévoit notamment « l'extension du périmètre de la communauté d'agglomération Le Parisis aux communes de Frépillon, Saint-Leu-la-Forêt, Le Plessis-Bouchard, Ermont et Eaubonne ».
C'est ainsi qu'est créée le 1er janvier 2016 la communauté d'agglomération Val Parisis, qui regroupe :
- l'ancienne communauté d'agglomération « Le Parisis » (CALP), composée des communes de Beauchamp, Bessancourt, Cormeilles-en-Parisis, Franconville, Herblay, La Frette-sur-Seine, Montigny-lès-Cormeilles, Pierrelaye, Sannois et Taverny ;
- l'ancienne communauté d'agglomération Val-et-Forêt (CAVF), composée des communes d'Eaubonne, Ermont, Le Plessis-Bouchard et Saint-Leu-la-Forêt ;
- la commune de Frépillon, antérieurement membre de la communauté de communes de la Vallée de l'Oise et des impressionnistes (CCVOI) ;

et dont Taverny est désormais membre.

### Liste des maires
| Période                                  | Période                   | Identité              | Étiquette        | Qualité |
| ---------------------------------------- | ------------------------- | --------------------- | ---------------- | --- |
| Les données manquantes sont à compléter. |                           |                       |                  | |
| décembre 1919                            | 1945                      | Henri Leyma           | RG               | Conseiller général de Taverny (1931 → 1940) |
| 1945                                     | octobre 1947              | Jean Preschey         |                  | |
| octobre 1947                             | mai 1953                  | Émile Sehet           | SFIO             | |
| mai 1953                                 | mars 1971                 | André Messager        | RGR              | Industriel Sénateur du Val-d'Oise (1968 → 1977) Conseiller général de Taverny (1955 → 1976) |
| mars 1971                                | mars 1977                 | René Echavidre        | UDF              | Retraité |
| mars 1977                                | mars 1983                 | Jean-Pierre Le Coadic | PS               | Professeur d’éducation physique et sportive Député du Val-d'Oise (2e circ.) (1981 → 1986) |
| mars 1983                                | mars 1989                 | Raymond Demanet       | RPR              | Conseiller général de Taverny (1982 → 1988) |
| mars 1989                                | avril 2014                | Maurice Boscavert     | PS puis DVG      | Enseignant retraité Conseiller général de Taverny (1988 → 2008) |
| avril 2014                               | En cours (au 26 mai 2020) | Florence Portelli     | UMP → LR puis SL | Ancienne attachée parlementaire Conseillère régionale d'Île-de-France (2015 → ) Vice-présidente de la Région Île-de-France (2019 → ) Vice-présidente de la CA du Parisis (2014 → 2015) Vice-présidente de la CA Val Parisis (2016 → ) Réélue pour le mandat 2020-2026 |

### Jumelages
| Ville | Ville        | Pays | Pays      | Période                     |
| ----- | ------------ | ---- | --------- | --------------------------- |
|       | Borriana     |      | Espagne   | depuis mai 2019             |
|       | Lüdinghausen |      | Allemagne | depuis le 15 septembre 1987 |
|       | Novi Sad     |      | Serbie    | depuis le 18 février 2020   |
|       | Nysa,        |      | Pologne   | depuis septembre 2011       |
|       | Sedlčany     |      | Tchéquie  | depuis le 19 juin 1993      |

- Le comité de jumelage avec Nysa a été nommé par le mot-valise « Tavernysa ».
- Taverny, Lüdinghausen et Nysa constituent un cas de jumelage tripartite.

## Population et société

### Démographie
L'évolution du nombre d'habitants est connue à travers les recensements de la population effectués dans la commune depuis 1793. Pour les communes de plus de 10 000 habitants les recensements ont lieu chaque année à la suite d'une enquête par sondage auprès d'un échantillon d'adresses représentant 8 % de leurs logements, contrairement aux autres communes qui ont un recensement réel tous les cinq ans,.

En 2022, la commune comptait 27 065 habitants, en évolution de +2,92 % par rapport à 2016 (Val-d'Oise : +4 %, France hors Mayotte : +2,11 %).
| 1793  | 1800  | 1831  | 1836  | 1841  | 1846  | 1851  | 1856  | 1861  |
| ----- | ----- | ----- | ----- | ----- | ----- | ----- | ----- | ----- |
| 1 375 | 1 421 | 1 269 | 1 269 | 1 229 | 1 210 | 1 225 | 1 318 | 1 456 |

| 1866  | 1872  | 1876  | 1881  | 1886  | 1891  | 1896  | 1901  | 1906  |
| ----- | ----- | ----- | ----- | ----- | ----- | ----- | ----- | ----- |
| 1 608 | 1 582 | 1 676 | 1 709 | 2 057 | 2 042 | 2 415 | 2 743 | 3 260 |

| 1911  | 1921  | 1926  | 1931  | 1936  | 1946  | 1954  | 1962  | 1968   |
| ----- | ----- | ----- | ----- | ----- | ----- | ----- | ----- | ------ |
| 3 619 | 4 519 | 4 472 | 5 303 | 5 546 | 5 899 | 7 080 | 8 606 | 12 902 |

| 1975   | 1982   | 1990   | 1999   | 2006   | 2011   | 2016   | 2021   | 2022   |
| ------ | ------ | ------ | ------ | ------ | ------ | ------ | ------ | ------ |
| 16 963 | 21 299 | 25 151 | 25 909 | 26 436 | 26 195 | 26 296 | 27 025 | 27 065 |

## Culture

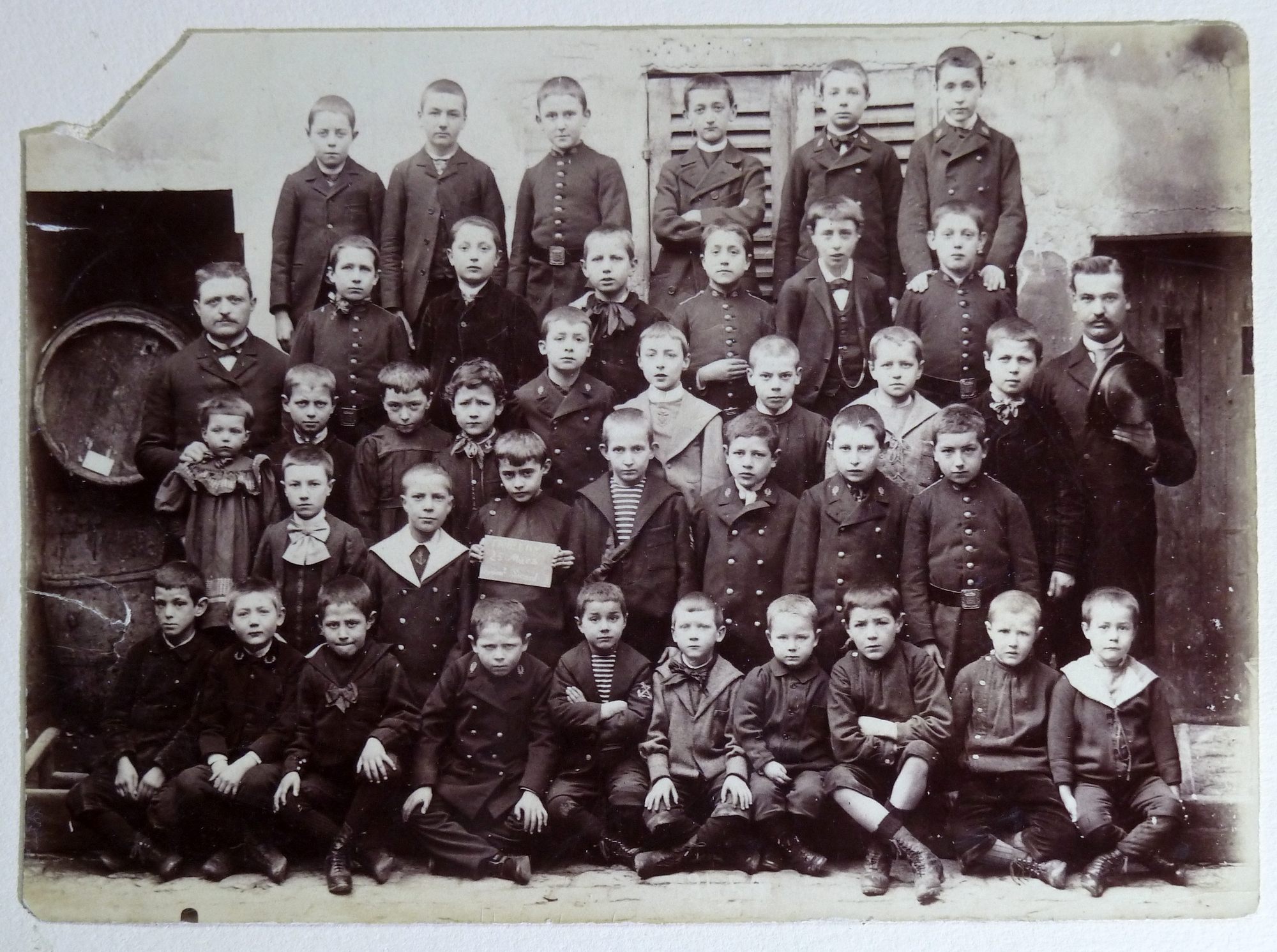
Une école (lycée ?) à Taverny (vers 1880 ?).

La ville possède une médiathèque, Les Temps modernes, ouverte à toutes et à tous, et où sont organisées des animations (expositions, conférences, spectacles). À côté de cette médiathèque se trouve également le centre culturel.
On trouve également près de la mairie un petit cinéma, Le Studio 207, créé en 1965 et composé de deux salles de projection. Fermé à la suite d'une faillite en 2017, il rouvre avec le soutien de la municipalité en juin 2019,.

### Musique
La ville de Taverny accueille un des plus anciens Festivals de musique classique, Automne Musical de Taverny (fondé en 1982). Attaché à une programmation prestigieuse, le Festival a vu se produire l’Orchestre National de l’Ile-de-France, L’Orchestre de Normandie, l’Opéra de Rouen, l’Orchestre de la Garde Républicaine, et des solistes tels que Richard Galliano, Michel Portal, Anne Queffélec, Michel Dalberto, Raphaël Sévère, Hubert Reeves, Julie Depardieu, Frédéric Lodéon, Christian Morin et beaucoup d’autres[réf. nécessaire].

### Sports
Taverny dispose d'une équipe de :
- water-polo (longtemps habituée au championnat élite et évoluant pour la saison 2014-2015 en N1) le Taverny Sports nautiques 95,
- tennis de table : C.S TAVERNY,
- judo,
- football : le Cosmopolitan Club Ermont/Taverny,
- handball, le HBC Saint-Leu/Taverny,
- tennis : le Cosmopolitan Club Tennis de Taverny, etc.

Taverny dispose de plusieurs équipements sportifs : les stades Jean-Bouin et de Boissy, les gymnases intercommunaux Richard-Dacoury et André-Messager, la piscine désormais intercommunale, ainsi que le skate park et le parc de Pontalis.
En remplacement des anciennes de piscines de Taverny et de Saint-Leu, il est décidé la construction d'une piscine intercommunale avec un bassin olympique de 50 mètres qui servira notamment de site d'entraînement pour les Jeux olympiques d'été de 2024,.

## Économie
Les parcs d'activités de Taverny existent depuis le début des années 1980. Ils constituent une partie du pôle d'activités de Beauchamp - Pierrelaye.
Le site industriel de Taverny s'étend sur 70 hectares et compte 3 000 emplois, composé de 170 sociétés de tailles diverses, exerçant leur activité dans différents secteurs (mécanique générale, mécanique de précision, transports, chimie, électronique, carrosserie, routage, conditionnement…). Taverny a d'ailleurs été classée la douzième ville la plus dynamique de France par le quotidien Les Échos.
Le centre commercial Les Portes de Taverny comprend un hypermarché Auchan, un magasin Bricorama, des restaurants McDonald's, Burger King et divers commerces de détail. Il se situe sur le territoire de la commune, à proximité d'une sortie de l'autoroute A115.

## Culture locale et patrimoine

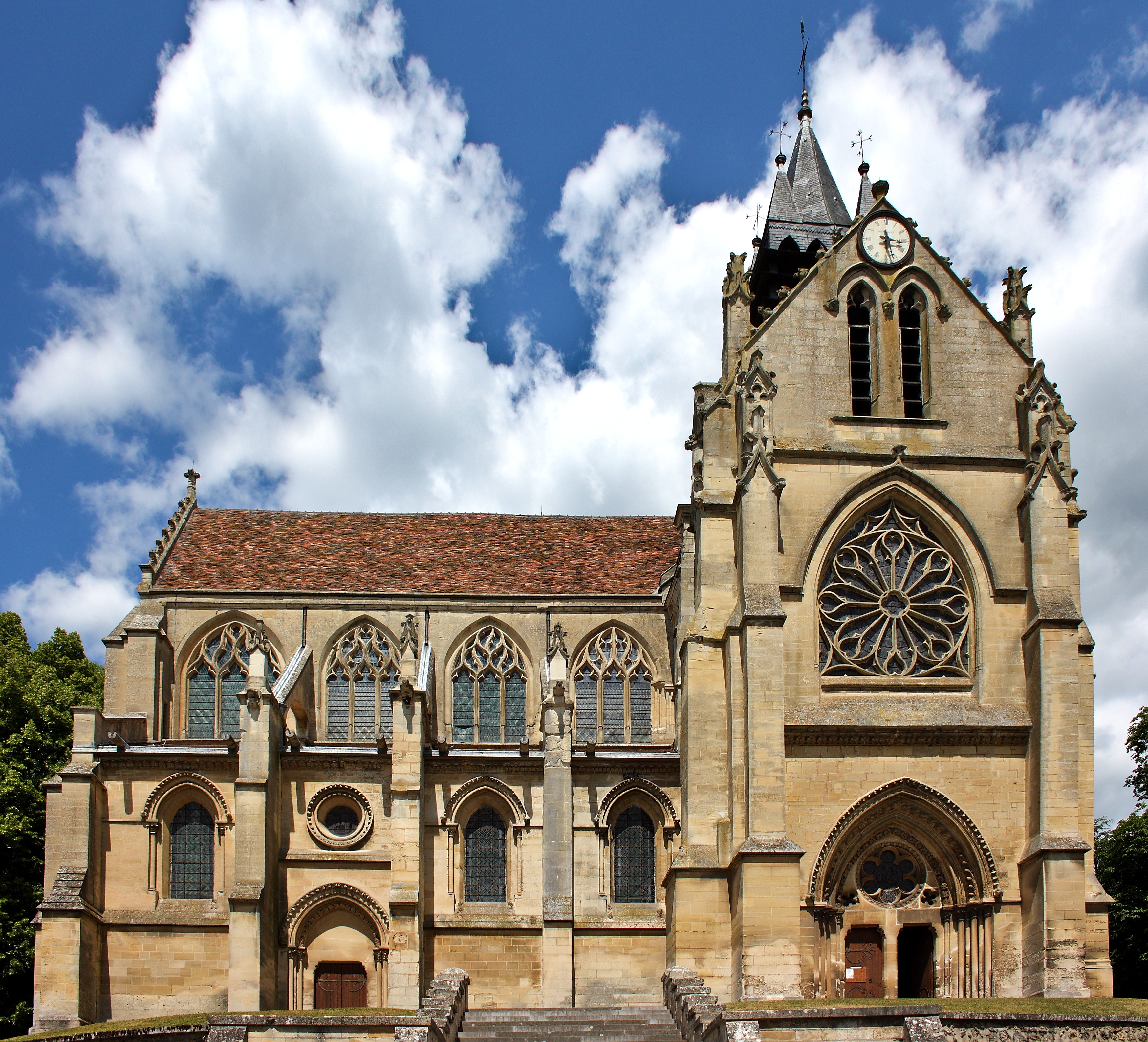
Église Notre-Dame-de-l'Assomption.

### Monuments historiques
Taverny compte deux monuments historiques sur son territoire :
- Église Notre-Dame (classée monument historique par liste de 1846[60])

Cette église gothique d'une grande homogénéité est construite à l'initiative du seigneur Mathieu II de Montmorency et terminée par son fils vers 1240. Les travaux du XVe et du XIXe siècle n'altèrent pas l'esthétique de l'édifice. La réalisation est ambitieuse, avec une nef, un transept et un chœur de grande hauteur. La nef comporte quatre travées et des bas-côtés. Elle est éclairée en haut par de grandes verrières au remplage flamboyant très élaboré, et épaulée au nord et au sud par des arcs-boutants. La deuxième travée comporte un portail secondaire à double archivolte, mais au tympan nu. La façade occidentale comporte un autre portail secondaire, l'accès principal se situant dans le croisillon sud du transept. Par son organisation en cinq niveaux, la façade est assez exceptionnelle. Au-dessus du portail au triple archivolte, l'on trouve des baies identiques à celles des bas-côtés, puis une galerie de six petites arcades, suivie par un triplet de trois lancettes s'inscrivant dans l'arc de décharge, sans oublier la rosace dans le pignon.
La façade méridionale du transept est différente : le double portail possède une quadruple archivolte au tympan percé d'une rosace, et surmonté par une grande verrière ogivale dont le remplage est celui d'une rosace à huit festons. Le pignon encadré par des pinacles est ajouré de deux étroites baies abat-son : les combles abritent effectivement les cloches, suspendues dans la flèche en charpente. Couverte d'ardoise, cette flèche a la particularité d'être flanquée de quatre pyramidons, disposition habituelle pour les flèches en pierre. Quant au chœur, il est à sept pans et ne comporte qu'une seule travée,,.
- Le Château de Boissy est entièrement, intérieurs et extérieurs, classé aux monuments historiques par arrêté du 19 juillet 2021[64].
- la ferme adjacente plus ancienne et certainement antérieure au XVIIe siècle et classée pour ses façades et toitures;
- Une niche à chien, seule survivante d'une paire et qui reprend les codes architecturaux et décoratifs du château est également classée dans son intégralité.
- une colonne, vestige des tuileries a été érigée dans le parc.
- le parc et l'allée des Marronniers, traversant les champs du domaine sont classés espace naturel...

### Autre patrimoine
On peut également signaler :

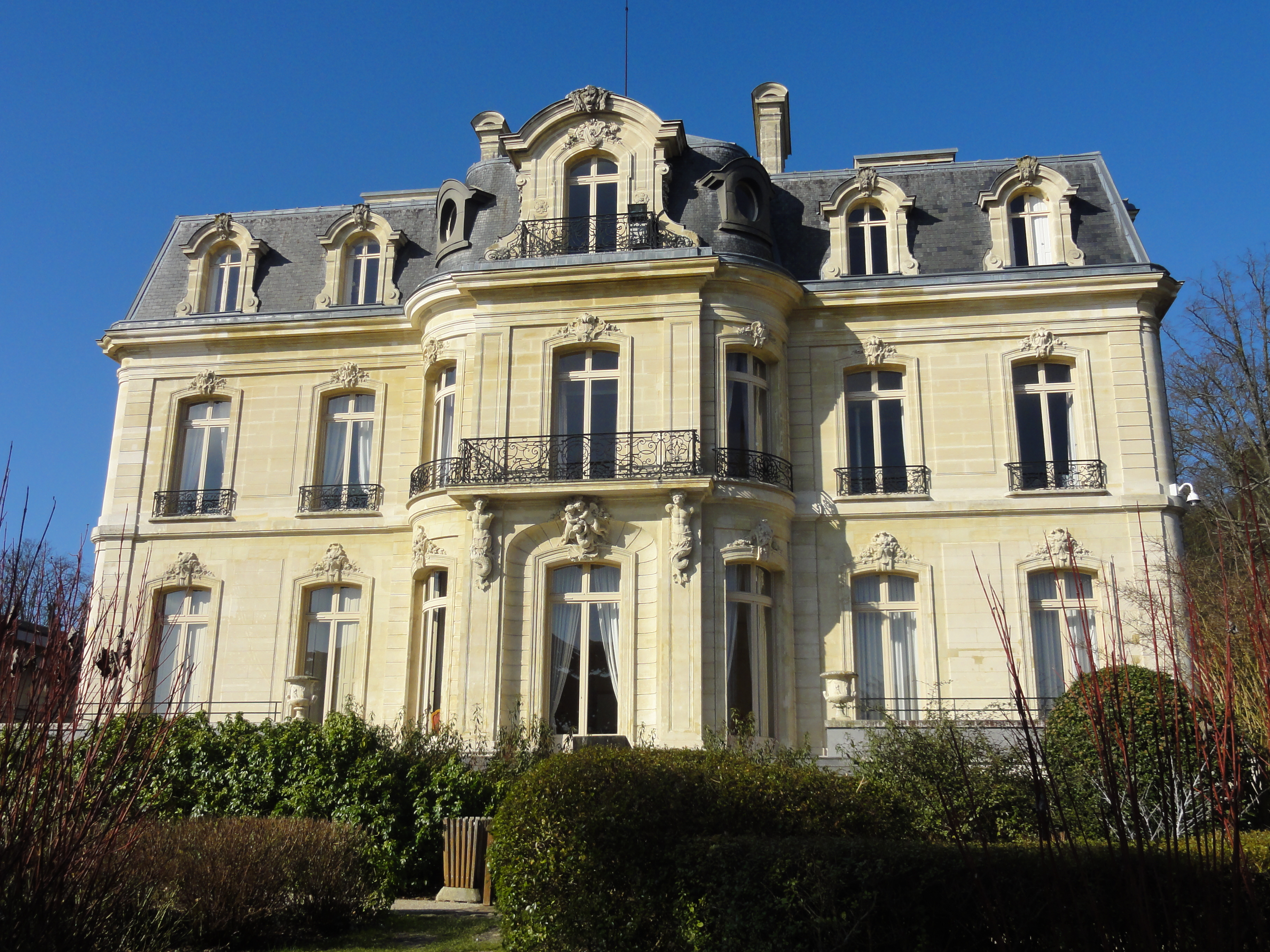
Château de la Tuyolle.

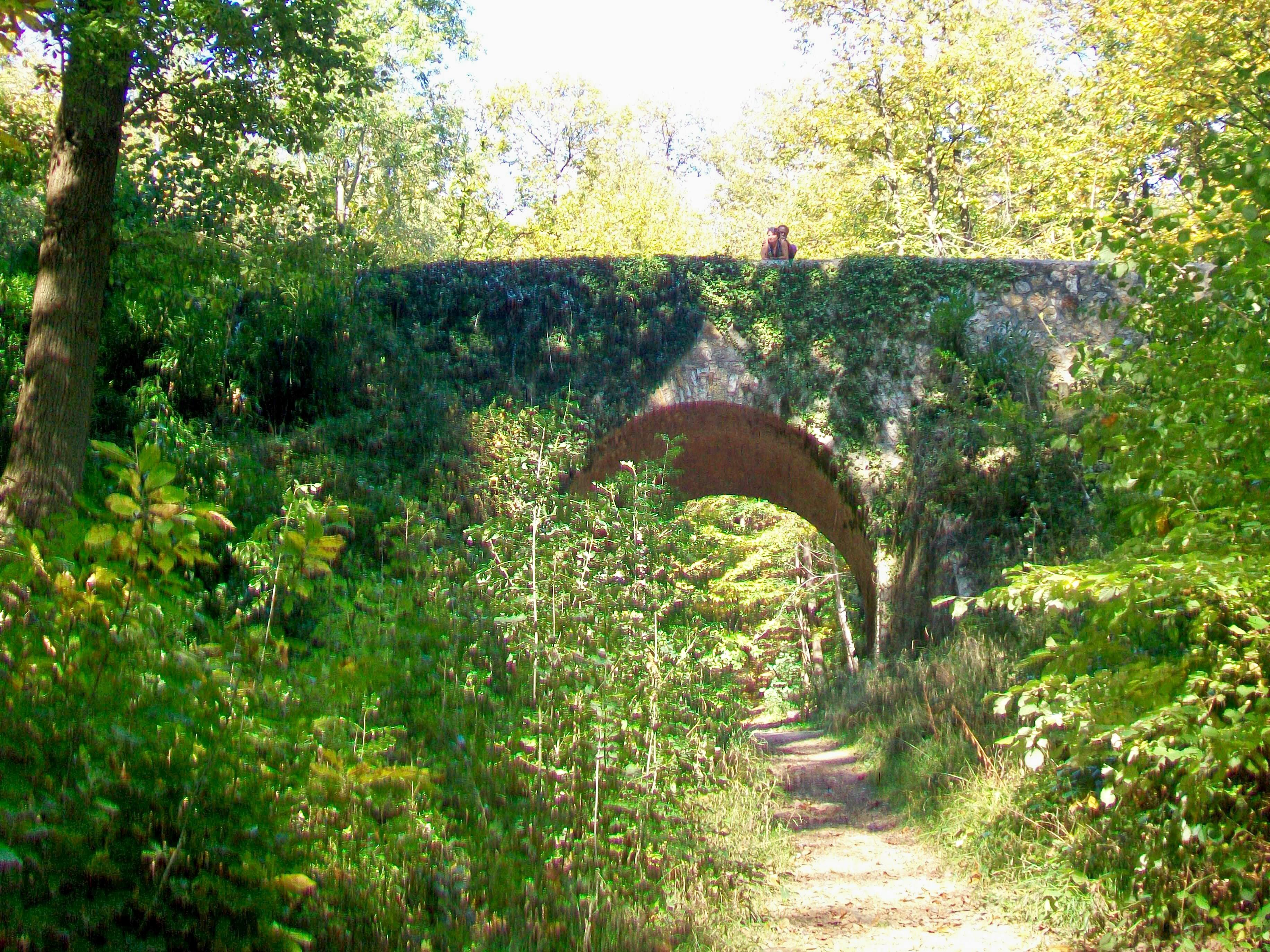
Le pont du Diable, forêt de Montmorency.

- Ancien prieuré, 18 rue Jean-XXIII, du XVIIe siècle[63] ;
- Le château de Vaucelles, 13 rue de la Marée, du début du XIXe siècle[63] ;
- Le château de la Tuyolle, chemin des Aumuses, vers 1860[63] ;
- Le château du Haut-Tertre, rue Auguste-Godard, 1905[63] ;
- La chapelle dite de l'Ecce Homo

Elle été érigée par Marie de Lumagne ou Marie Lumague (1599-1657), fille du banquier Jean André Lumague et épouse de François de Pollalion (gentilhomme de Louis XIII), aidée par des filles de mauvaise vie converties par elle à des mœurs plus respectables ;
- La chapelle des Rohan-Chabot, 9 rue Jean-XXIII, de la seconde moitié du XIXe siècle[63] ;
- Le temple protestant, 50 rue Carnot, de 1921[63] ;
- La chapelle Notre-Dame-des-Champs, 170 rue d'Herblay, de 1935[63] ;
- La gare de Taverny, rue de la Gare, de 1923[63] ;
- L'école de la Plaine, rue des Lilas, de 1929[63] ;
- La fontaine Boulmet, de 1822[63] ;
- La fontaine, place de Vaucelle, de la fin du XIXe siècle[63] ;
- Le monument aux morts au cimetière, de 1922[63] ;
- La tombe de Benjamin Godard, au cimetière[63] ;
- Une cave gallo-romaine a été découverte sur le chantier de l'autoroute A115[65]

Un aménagement extérieur la présente aux passants sur l'allée piétonne en bordure du quartier Mermoz. Fouilles récentes sur le "Haut-Tertre" qui prouvent la présence humaine datant de plus de 1 000 ans avant notre ère.
- Le pont du Diable, allée du Midi dans la forêt de Montmorency, du XVIe siècle, devant donner accès à une habitation jamais construite[63].

### Taverny dans les arts
Taverny est citée par le compositeur François Couperin dans une page pour 2 clavecins de son Troisième Livre (1722), une musette légère et champêtre[réf. nécessaire].

### Personnalités liées à la commune
- Benjamin Godard (1849-1895), compositeur du XIXe siècle (buste à l'Opéra-comique à Paris) ;
- Constantin Pecqueur (1801-1887), économiste, théoricien du socialisme, décédé à Taverny ;
- Famille des Montmorency ;
- Émile Blavet (1838-1932), journaliste, romancier et librettiste français y est inhumé.
- Pierick Houdy (1929-2021), musicien et compositeur d'origine bretonne, a vécu à Taverny dans le troisième quart du XXe siècle[réf. nécessaire] ;
- Alice Dona (1946), chanteuse, compositrice de variété française, écrivain, a vécu à Taverny dans sa jeunesse ;
- Mikael Madeg (1950), écrivain breton bilingue a vécu à Taverny pendant presque toute sa jeunesse, à partir de 1955, rue de Vaucelles[réf. nécessaire] ;
- François Place (1957), écrivain et illustrateur en littérature jeunesse ;
- Adlène Guedioura (1985), joueur professionnel de football, a vécu à Taverny dans sa jeunesse ;
- Wanda Landowska (1879-1959), pianiste et claveciniste y est inhumée ;
- Michel Sénéchal (1927-2018), artiste lyrique et pédagogue ;
- Jacqueline Robin (1917-2007), pianiste concertiste, professeur au Conservatoire de Paris, 5 fois Grand Prix de l'Académie Charles Cros, plus de 90 disques enregistrés. Le Conservatoire de Musique de Taverny porte son nom ;
- Kaaris (1980), rappeur français a passé une partie de son enfance à Taverny[66] ;

### Héraldique
| Blason de Taverny | Blason  | D'or à la croix de gueules cantonnée de seize alérions d'azur, au franc-canton du même chargé d'un sautoir d'argent. Devise / CriOrtui par animus (aussi courageux que bien né). |
| Blason de Taverny | Détails | Le blason de Taverny reprend les armoiries des Montmorency, famille régnant sur la ville auparavant.                                                                             |